# Zettlarsgrün
Zettlarsgrün ist ein Ort in der Gemeinde Bösenbrunn im sächsischen Vogtlandkreis.

## Geographie

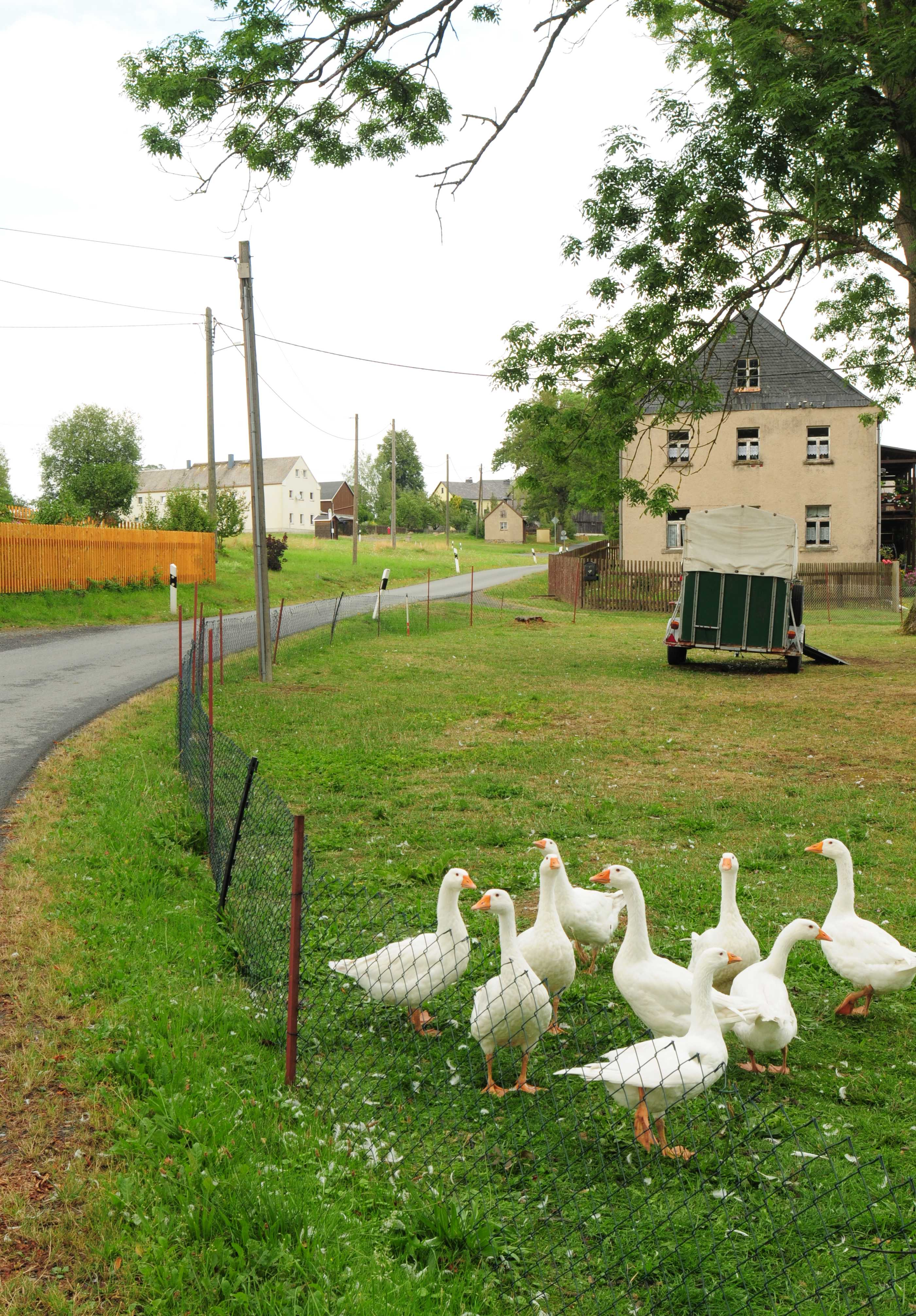
Durchgangsstraße in Zettlarsgrün

Das Waldhufendorf Zettlarsgrün liegt südlich von Engelhardtsgrün, nördlich von Ottengrün, östlich von Wiedersberg und westlich von Bobenneukirchen am Zettlarsgrüner Bach auf etwa 504 m in der Gemeinde Bösenbrunn etwa 3 km von der Sächsisch-Bayerischen und etwa 5 km von der Sächsisch-Böhmischen Grenze entfernt im südlichen Teil des Vogtlandes und in dessen Naturraum.

## Geschichte
Zettlarsgrün wurde spätestens 1313 als Zcetlansgrune erstmals erwähnt. Spätere Ortsnamensformen sind Cdzedtliczgrune (1413), Czediliczingrune (1414), Czettelgrun (1420 – 40), Czedelsgruͤne (1425), Czetwitzgrune (1460), Czedlosgrun (1464), Czedlessgruͤn (1467), Zettlosgruen (1524), Zedlasgruhn (1542), Zettelsgruͤn (1791), Zettelsgrün (1826) und Zettlarsgrün (Zeddelsgrün) (1875).
Zettlarsgrün war Teil des Amtes Voigtsberg im Vogtländischen Kreis, später des Gerichtsamtes, der Amtshauptmannschaft und dem (Land-)Kreis Oelsnitz, bis dieser im Vogtlandkreis aufging. 1542 war Zettlarsgrün anteilig Amtsdorf und anteilig den Rittergütern Wiedersberg, Heinersgrün und Geilsdorf zugehörig. 1764 war der Ort von unter 100 Einwohnern ebenfalls anteilig Amtsdorf und den 4 Rittergütern Wiedersberg, Heinersgrün, Troschenreuth und Türbel-Pirk zugehörig. Der Ort gehört seit jeher zur Kirchgemeinde Bobenneukirchen. 1973 wurde der Ort zunächst nach Bobenneukirchen eingemeindet und gehört mit diesem seit 1994 zur neuen Gemeinde Bösenbrunn.
| Jahr          | 1542             | 1764              | 1834 | 1871 | 1890 | 1910 | 1925 | 1939 | 1946 | 1950 | 1964 |
| ------------- | ---------------- | ----------------- | ---- | ---- | ---- | ---- | ---- | ---- | ---- | ---- | ---- |
| Einwohnerzahl | 9 besessene Mann | 10 besessene Mann | 57   | 64   | 64   | 65   | 59   | 47   | 71   | 65   | 45   |

## Belege
1. 1 2  Zettlarsgrün – HOV | ISGV. Abgerufen am 19. Dezember 2023.